# فهرست شرکت‌های هواپیمایی عراق
این فهرست شامل شرکت‌های هواپیمایی عراق و کردستان عراق است که اکنون فعال‌اند:

## مسافربری
| شرکت هواپیمایی    | تصویر | یاتا | ایکائو | یادداشت  |
| ----------------- | ----- | ---- | ------ | -------- |
| فلای بغداد        |       | IF   | FBA    |          |
| فلای اربیل        |       | HW   | BAY    |          |
| هواپیمایی عراق    |       | IA   | IAW    |          |
| یو آر ایرلاینز    |       | UD   | UBD    |          |
| هواپیمایی البرهان |       | -    | -      | هلیکوپتر |